# Prodromus Florae Hispanicae
Prodromus Florae Hispanicae (abreviado Prodr. Fl. Hispan.) es una obra, en tres volúmenes, con ilustraciones y descripciones botánicas, sobre la flora hispánica. 

Fue escrito conjuntamente por Heinrich Moritz Willkomm y Johan Martin Christian Lange y publicado en Stuttgart, entre 1861-1880, con el nombre de Prodromus Florae Hispanicae seu Synopsis Methodica omnium Plantarum in Hispania Sponte Nascentium vel Frequentius Cultarum quae Innotuerunt (Introducción a la flora española, o una metódica sinopsis de todas las plantas conocidas que crecen espontáneamente en España, o que se cultivan con mayor frecuencia).

## Publicaciones
- Volumen: 1(1), 1861;
- Volumen: 1(2), Ene-Mar 1862;
- Volumen: 2(1), Dic 1865;
- Volumen: 2(2), May-Jun 1868;
- Volumen: 2(3), Ene-Jun 1870;
- Volumen: 3(1), Jun 1874;
- Volumen: 3(2), Ene 1877;
- Volumen: 3(3), Jul 1878;
- Volumen: 3(4), Abr-May 1880

## Participación española
Para la recolección e identificación de ejemplares los autores contaron con la colaboración de varios botánicos españoles, entre ellos:

- Miguel Colmeiro, director del Real Jardín Botánico de Madrid y catedrático de Organografía y Fisiología Vegetal en el Museo de Historia Natural

- Antonio Costa, catedrático de  Botánica en la Universidad de Barcelona. 

- Vicente Cutanda, catedrático de Organografía y Fisiología Vegetal en el Real Jardín Botánico de Madrid.

- Ángel Guirao, catedrático de Historia Natural del Instituto de Murcia.

- Pablo Prolongo, farmacéutico malagueño, autor del "Catálogo de plantas de Málaga y su término." 

- Francisco de Loscos y Bernal, farmacéutico, autor del "Tratado de plantas de Aragón".

- Juan Ruiz Casaviella, farmacéutico, autor del "Catálogo metódico de plantas de Navarra"

- Máximo Laguna, ingeniero de montes, autor de la "Flora forestal española".

- Víctor López Seoane, autor de "Reseña de la  Historia Natural de  Galicia" 

- Carlos Pau Español, farmacéutico, director de la revista Cavanillesia.

- José Pérez Lara,  autor de la obra "Flórula gaditana" 1886.

- Juan Teixidor y Cos, catedrático de  Universidad, autor de  la  obra "Plantas expontáneas de Cataluftil".

- Estanislao Vayreda y Vila, farmacéutico, autor de la obra "Plantas notables por su utilidad o rareza que crecen en Cataluña".